# Floé Kühnert

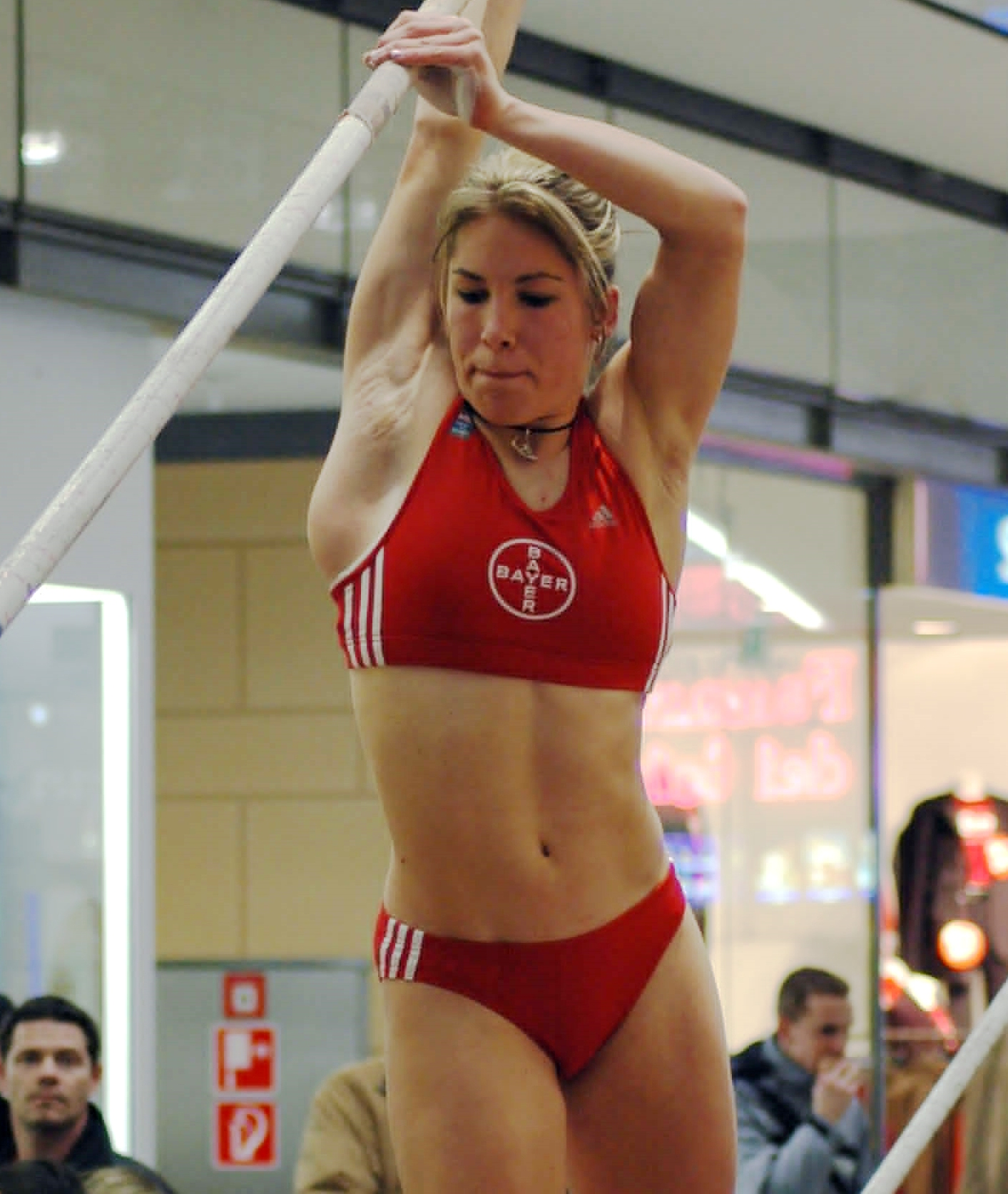
Floé Kühnert (2004)

Floé Kühnert (* 6. März 1984 in Ulm) ist eine ehemalige deutsche Stabhochspringerin.

## Karriere
Bei den Jugend-Weltmeisterschaften 1999 in Bydgoszcz gewann Kühnert die Silbermedaille, bei den Junioren-Weltmeisterschaften 2002 in Kingston die Goldmedaille und bei den Junioren-Europameisterschaften 2003 in Tampere die Silbermedaille. Sie nahm auch an den Olympischen Sommerspielen 2004 in Athen teil, bei denen sie das Finale jedoch nicht erreichen konnte.
Ihre einzige Medaille bei Deutschen Meisterschaften gewann sie im Jahr 2004, als sie den 3. Platz erreichte.
Kühnert startete für den TSV Bayer 04 Leverkusen. 2007 beendete sie ihre aktive Laufbahn.